# Veľká Ves
Veľká Ves (em húngaro: Losoncnagyfalu) é um município da Eslováquia, situado no distrito de Poltár, na região de Banská Bystrica. Tem 9,8 km² de área e sua população em 2018 foi estimada em 441 habitantes.

## Demografia
| Ano:        | 1994 | 2004   | 2014   | 2024   |
| ----------- | ---- | ------ | ------ | ------ |
| Broj ljudi: | 441  | 428    | 450    | 410    |
| Razlika:    |      | -2,94% | +5,14% | -8,88% |

| Ano:               | 2023 | 2024   |
| ------------------ | ---- | ------ |
| Número de pessoas: | 406  | 410    |
| Diferença:         |      | +0,98% |